# Waganiec (gemeente)
De gemeente Waganiec is een landgemeente in het Poolse woiwodschap Koejavië-Pommeren, in powiat Aleksandrowski.
De zetel van de gemeente is in Waganiec.
Op 30 juni 2004 telde de gemeente 4427 inwoners.

## Oppervlakte gegevens
In 2002 bedroeg de totale oppervlakte van gemeente Waganiec 54,56 km², waarvan:
- agrarisch gebied: 88%
- bossen: 2%

De gemeente beslaat 11,47% van de totale oppervlakte van de powiat.

## Demografie
Stand op 30 juni 2004:
| Omschrijving                   | Totaal | Totaal | Vrouwen | Vrouwen | Mannen | Mannen |
| ------------------------------ | ------ | ------ | ------- | ------- | ------ | ------ |
| eenheid                        | aantal | %      | aantal  | %       | aantal | %      |
| inwoners                       | 4427   | 100    | 2195    | 49,6    | 2232   | 50,4   |
| bevolkingsdichtheid (inw./km²) | 81,1   | 81,1   | 40,2    | 40,2    | 40,9   | 40,9   |

In 2002 bedroeg het gemiddelde inkomen per inwoner 1408,43 zł.

## Administratieve plaatsen (sołectwo)
Bertowo, Brudnowo, Józefówo, Kaźmierzyn, Kolonia Święte, Konstantynowo, Michalin, Niszczewy, Nowy Zbrachlin, Plebanka, Przypust, Sierzchowo, Siutkowo, Stary Zbrachlin, Szpitalka, Śliwkowo, Waganiec, Waganiec SHRO, Wiktoryn, Włoszyca, Wójtówka, Wólne, Zbrachlin.

## Overige plaatsen
Ariany, Byzie, Ciupkowo, Janowo, Lewin, Michalinek, Przypust Dolny, Przypust Górny, Stannowo, Wólne Dolne, Wólne Górne, Zakrzewo, Zosin.

## Aangrenzende gemeenten
Bądkowo, Bobrowniki, Koneck, Lubanie, Nieszawa, Raciążek